# Атсапхон

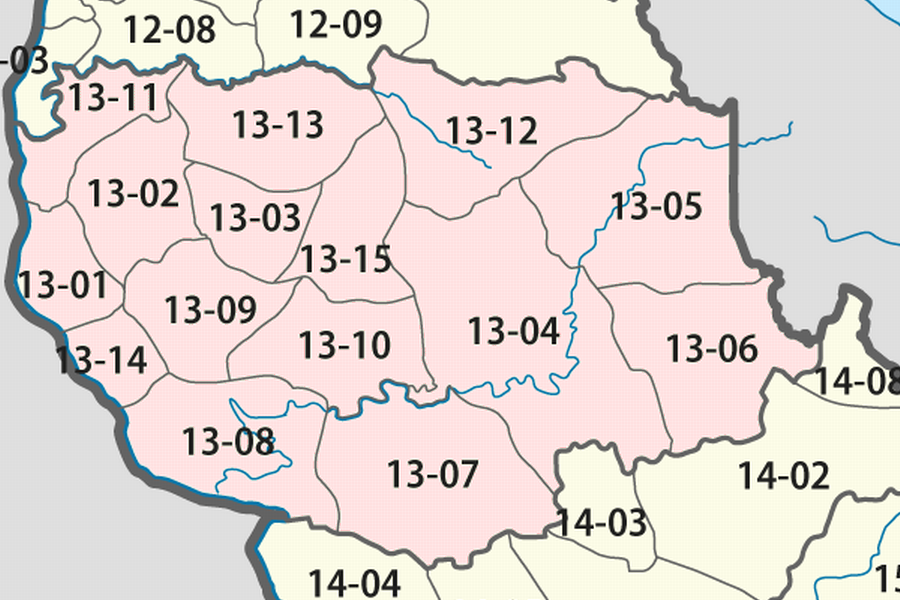
Число 13-13

Атсапхон — один з районів (лаос. ເມືອງ муанг) провінції Саваннакхет, Лаос.